# Санья (аеропорт)
Міжнародний аеропорт Санья Фенікс (код: IATA: SYX, ICAO: ZJSY) — аеропорт в місті Санья на острові Хайнань, в однойменній, найпівденнішій провінції Китаю. Він розташований приблизно за 15 км (9 миль) на північний захід від центру міста. Має площу 10 тис. га. Злітно-посадкова смуга довжиною 3400 метрів і шириною 60 метрів задовольняє вимогам для зльоту і посадки Boeing 747, Airbus A340 і інших великих літаків. 2014 року аеропорт прийняв 16.191.930 пасажирів, що робить його 18-м серед аеропортів Китаю за кількістю пасажирів. Невелике за розміром, це летовище відіграє важливу роль в прийомі туристів на острів Хайнань, міжнародний центр туризму.

## Наземний транспорт
Аеропорт Саньї «Фенікс» обслуговує залізничний вокзал швидкісної залізниці Хайнанського західного кільця, відкритий 30 грудня 2015 року, розташований на північ від аеропорту. Спочатку він поєднувався з вокзалом Саньї швидкісною залізницею Хайнанського східного кільця (10 км на схід) і забезпечує часті високошвидкісні залізничні перевезення до кількох точок вздовж східного узбережжя Хайнаню.